# Ariella Rea
Ariella Rea, italijanska učiteljica, tajnica ženske fašistične organizacije, * 9. julij 1915, Trst, † 10. junij 1942, Ljubljana.
Rea je bila ubita v bombnem napadu na restavracijo »Italia« (preimenovana restavracija Lev), katerega je izvedla VOS. 24. oktobra 1942 so po njej preimenovali Gosposvetsko cesto (kjer se je napad zgodil) v Cesto Arielle Rea, po vojni so cesto preimenovali nazaj.
Posmrtno je avgusta prejela srebrno medaljo italijanskega ministrstva za ljudsko vzgojo.